# Stara Kubra
Stara Kubra – wieś w Polsce położona w województwie podlaskim, w powiecie łomżyńskim, w gminie Przytuły.
Wierni kościoła rzymskokatolickiego należą do parafii Krzyża Świętego w Przytułach.

## Historia
Za Królestwa Polskiego wchodziła w skład gminy Kubra.
W latach 1921–1939 wieś leżała w województwie białostockim, w powiecie kolneńskim (od 1932 w powiecie łomżyńskim), w gminie Przytuły.
Według Powszechnego Spisu Ludności z 1921 roku zamieszkiwało tu 190 osób, 185 było wyznania rzymskokatolickiego a 5 mojżeszowego. Jednocześnie 185 mieszkańców zadeklarowało polską przynależność narodową a 5 żydowską. Było tu 36 budynków mieszkalnych. Miejscowość należała do miejscowej parafii rzymskokatolickiej w m. Przytuły. Podlegała pod Sąd Grodzki w Stawiskach i Okręgowy w Łomży; właściwy urząd pocztowy mieścił się w m. Radziłów.
W latach 1975–1998 miejscowość należała administracyjnie do województwa łomżyńskiego.